# حسن علي البدر
حسن بن علي بن عبد الله البدر القطيفي الملّقب بـالإمام (1861 - 1914 م) (1278 - 1334 هـ) فقيه جعفري وشاعر وكاتب عثماني عراقي من أصل أحسائي. ولد في النجف وتلقى علومه على علماءها. ثم تصدر للتدريس والبحث وتتلمذ عليه الكثير. ذهب إلى القطيف مسقط رأس آبائه، وسكنها مدة ثم رجع إلى النجف، إمامًا ومدّرسًا ومرجعًا دينيًا. كان من مراجع التقليد، واشتهر بمواقفه السياسية ومعارضته للاستعمار الأوروبي. توفي إثر سكتة قلبية‌ وهو يخطب في مدينة الكاظمية ودفن في العتبة الموسوية. ترك آثارًا فقهية وأدبية كثيرة، وديوان شعر.

## سيرته
هو حسن بن علي بن عبد الله بن محمّد بن علي بن عبد الله بن محمد بن بدر الخطّي الخنيزي القطيفي. ولد حوالي سنة 1278 هـ/ 1861 م في النجف ونشأ بها في عائلة أصلها من القطيف بإقليم الأحساء/البحرين. عاش طفولته برعاية والده فيها، ثم عاد إلى القطيف بعد وفاة والده ليُعالج بعض الأُمور. واصل دارسته فيها على محمد النمر وعبد الله أبو السعود. ثم عاد إلى النجف مرة ثانية، وتتلمذ على بعض الفقهاء، منهم: محمد كاظم الخراساني، ومحمد طه نجف، ومحمد هادي الطهراني وعلي البلادي وغيرهم حتى أجيز من مجموعة من الفقهاء، وصار من مراجع التقليد. 

اشتغل بالتدريس، وتخرج عليه بعض العلماء، منهم: منصور المرهون، وحسين القديحي، وبدر آل سنبل، وعلي الخنيزي، وعلي الجشي. كما ترك آثارًا فقهية كثيرة. 

توفي حسن البدر في الكاظمية وهو يخطب فيها بوجوب الجهاد ضد قوات البريطانية في حملة بلاد الرافدين، عام 1334 هـ/ 1914 م ودفن في العتبة الكاظمية في الرواق الشرقي متصلاً بقبر الشيخ المفيد. 

## حياته الشخصية
كان مولعاً بشرب التتن الأصفهاني ولعاً عظيماً.  تزوج وله من الأبناء والبنات: طاهر، معصومة، عبد اللطيف، صادق، كاظم، نعيمة، فطم، ملوك. 

## شعره
كان شاعرًا وأديبًا، واقتصر في كل أو جلّ‌ شعره على ذكر أهل البيت. 

## آثاره
من مؤلفاته:
- «روح النجاة وعين الحياة»، رسالته العملية
- «وسيلة المبتدئين إلى فهم كبائر المنطقيين» أو «وسيلة المبتدئين إلى عبائر المنطقيين»
- «تحقيق الحقّ وإبطال الباطل» أو إحقاق الحق وإبطال الباطل»
- «شرح العمدة في نظم الزبدة»
- «دعوة الموحّدين إلى حماة الدين»
- «حاشية فرائد الأُصول»
- «حاشية الكفاية»
- «حاشية تهذيب المنطق»
- «رسالة في وجوب إعادة الصلاة الفاسدة»
- «رسالة في وجوب تقليد الأعلم»
- ديوان شعر.

## وصلات خارجية
- في بوابة الشعراء